# Bataille de Clausen
Guerre de Succession de Pologne
Batailles
- Kehl
- Pizzighettone
- Dantzig
- Bitonto
- Trarbach
- Colorno
- San Pietro
- Philippsbourg
- Gaète
- Capoue (en)
- Guastalla
- Clausen

La bataille de Clausen, parfois écrit bataille de Klausen, est un épisode de la guerre de Succession de Pologne qui se déroule le 20 octobre 1735 près de la ville de Clausen, à l'époque située dans l'Électorat de Trèves. Les armées françaises sous le commandement  du maréchal de Coigny y sont défaites par les troupes autrichiennes de Friedrich Heinrich von Seckendorff. Il s'agit de l'un des derniers engagements importants de la guerre de Succession de Pologne.